# Booking Holdings
Die Booking Holdings Inc. ist ein US-amerikanisches Unternehmen mit Hauptsitz in Norwalk im US-Bundesstaat Connecticut. Das Unternehmen betreibt Online-Reiseportale und firmierte bis Februar 2018 unter The Priceline Group.

## Produkte
Booking Holdings besitzt acht Marken:
- Agoda mit Sitz in Singapur
- Booking.com mit Sitz in Amsterdam in den Niederlanden
- Cheapflights mit Sitz in London, Großbritannien
- KAYAK aus Stamford in Connecticut, USA
- momondo mit Sitz in Kopenhagen, Dänemark
- OpenTable aus San Francisco in Kalifornien, USA
- Priceline.com mit Sitz in Norwalk in Connecticut, USA
- Rentalcars.com aus Manchester in Großbritannien.

## Geschichte
- 1997 veröffentlichte Jay Walker die Seite Priceline.com.
- 1999 erfolgte der Gang an die Börse als The Priceline Group (Kürzel: PCLN).[1][3]
- 2000 verließ der Gründer Jay Walker das Leitungsgremium.
- 2001 erwirtschaftete Priceline.com erstmals Gewinne.
- 2004 wurde ActiveHotels.com übernommen.[4]
- 2005 wurde Booking.com erworben und mit ActiveHotels.com kombiniert.[4]
- 2007 wurde die asiatische Hotelsuchmaschine Agoda.com übernommen.[5]
- 2009 erfolgte die Aufnahme in den S&P 500.
- 2010 wurde Priceline die weltweit größte Hotelsuchmaschine.
- 2010 wurde das heute Rentalcars.com genannte Mietwagenportal als TravelJigsaw erworben.[6]
- 2013 wurde das Reiseportal Kayak übernommen.
- 2014 erfolgte die Umbenennung in The Priceline Group sowie die Übernahme des Restaurantportals OpenTable.[6]
- 2017 untersagte ein Gericht in der Türkei Booking.com jegliche Vermittlungstätigkeit.[7] Seit 2020 zahlt Booking.com dort Steuern und darf seither wieder tätig sein.[8]
- 2018 Umfirmierung in Booking Holdings (Kürzel: BKNG).[9]